# Herb Breau
Herb Breau PC (* 5. Dezember 1944 in Haut Sheila, New Brunswick) ist ein kanadischer Wirtschaftsmanager und Politiker der Liberalen Partei Kanadas, der mehr als 16 Jahre Abgeordneter des Unterhauses sowie kurzzeitig Minister war.

## Leben
Nach dem Schulbesuch absolvierte Breau ein Studium der Wirtschaftswissenschaften, das er mit einem Bachelor of Science in Commerce (B.Sc.C.) abschloss, und war danach als Wirtschaftsmanager tätig.
Bereits mit 24 Jahren wurde Breau bei der Unterhauswahl am 25. Juni 1968 zum Abgeordneten in das Unterhaus gewählt und vertrat in diesem mehr als 16 Jahre lang bis zu seiner Wahlniederlage bei der Unterhauswahl am 4. September 1984 den Wahlkreis Gloucester. Während seiner Parlamentszugehörigkeit war er unter anderem vom 17. Februar bis zum 1. September 1972 Vize-Vorsitzender des Ständigen Unterhausausschusses für regionale Entwicklung.
Am 22. Dezember 1972 übernahm er sein erstes Regierungsamt und war bis zum 21. Dezember 1973 Parlamentarischer Sekretär beim Minister für Industrie, Handel und Gewerbe. Später war er zwischen dem 1. Januar und dem 9. Mai 1974 zunächst Parlamentarischer Sekretär beim Minister für Energie, Bergbau und Ressourcen sowie anschließend bis zum 14. September 1975 Parlamentarischer Sekretär beim Außenminister. Später war er zwischen dem 12. Oktober 1976 und dem 17. Oktober 1977 Vize-Vorsitzender des Ständigen Unterhausausschusses für Finanzen, Handel und Wirtschaftsangelegenheiten. In der Zeit vom 14. April 1980 bis zum 30. November 1983 fungierte Breau sowohl als Vorsitzender des Unterhaus-Sonderausschusses für Nord-Süd-Beziehungen als auch des Sonderausschusses für Steuervereinbarungen zwischen dem Bund und den Provinzen.
Premierminister John Turner berief ihn am 30. Juni 1984 als Minister für Fischerei und Ozeane in das 23. kanadische Kabinett, dem er bis zum Ende von Turners kurzer Amtszeit am 16. September 1984 angehörte.
Nach seinem Ausscheiden aus Regierung und Unterhaus war er in der Privatwirtschaft tätig und unter anderem in den 1990er Jahren Mitglied des Aufsichtsrates des International Development Research Centre (IDRC) sowie Manager bei Syscan International, dessen geschäftsführender Chief Executive Officer (CEO) er von 2000 bis 2001 war.